# 印記 (Mr.Children單曲)
《印記》（日语：しるし）是日本樂團Mr.Children的第29張單曲，2006年11月15日在日本開始發售。

## 概要
距離Mr.Children的前作《箒星》約4個月。
A面曲《印記》用於日本電視劇《14歲媽媽》的主題曲，距離上次歌曲被用於電視劇集主題曲的《Sign》約2年半。
繼前14作《innocent world》後，樂團主唱櫻井和壽再次出現於單曲唱片的封面。這次的封面以嬰兒為主題。另外，《14歲媽媽》的節目宣傳和片頭等都同樣以嬰兒為主題。

## 收錄歌曲
1. 印記
  - 作詞、作曲：桜井和寿；編曲：小林武史 & Mr.Children

日本電視台電視劇《14歲媽媽》的主題曲。
這首歌是Mr.Children的單曲中時間最長的，長達約7分12秒。
2. ひびき
  - 作詞、作曲：桜井和寿；編曲：小林武史 & Mr.Children
3. Kurumi - for the Film - 幸福的餐桌
  - 作詞、作曲：桜井和寿；編曲：小林武史 & Mr.Children

松竹電影《幸福的餐桌（日语：くるみ - for the Film - 幸福な食卓）》的主題歌。
這首歌是以於2005年現場演出的版本為基礎，再重新錄音的歌曲。這首歌亦曾經是《箒星》B面曲的候選。

## 關連項目
- 《14歲的母親》原聲大碟

## 外部連結
- 唱片介紹 （页面存档备份，存于） Mr.Children官方網站